# 6625 Найквіст
6625 Найквіст (6625 Nyquist) — астероїд головного поясу, відкритий 2 березня 1981 року.
Тіссеранів параметр щодо Юпітера — 3,178.